# Nitemazepam
Il nitemazepam è uno psicofarmaco appartenente alla categoria delle benzodiazepine sintetizzato per la prima volta negli anni '70 ma non è mai stato commercializzato. Viene identificato per la prima volta in Europa nel 2017.